# Polykritos von Mende (Mediziner)
Polykritos von Mende (gestorben nach 405 v. Chr.) war ein im späten 5. Jahrhundert v. Chr. lebender antiker griechischer Arzt.
Polykritos stammte aus Mende, einer Stadt auf der griechischen Halbinsel Chalkidike. Später diente er als Arzt am Hof des persischen Großkönigs Artaxerxes II. Er wird von Plutarch in dessen Biographie über Artaxerxes knapp erwähnt. Der athenische Feldherr Konon soll sich demnach nach der Schlacht bei Aigospotamoi im Jahr 405 v. Chr., die Athens Niederlage im Peloponnesischen Krieg faktisch besiegelte, an Artaxerxes gewandt haben, um zusammen gegen Sparta vorzugehen. Konon ordnete dabei an, den Brief entweder von einem gewissen Zenon, dem Arzt Polykritos oder dem Arzt Ktesias von Knidos dem Großkönig übergeben zu lassen.
Ansonsten ist nichts über Polykritos bekannt. Es ist sehr unwahrscheinlich, dass der Arzt Polykritos mit dem gleichnamigen Geschichtsschreiber Polykritos von Mende identisch ist. Felix Jacoby hat allerdings vermutet, dass beide verwandt gewesen sein könnten.